# جورجي ستون
جورجي روبرتسون ستون، الحائزة على وسام أستراليا، (ولدت في 20 مايو 2000 في ملبورن، أستراليا)، هي ممثلة وكاتبة أسترالية ومدافعة عن حقوق المتحولين جنسيًا. كانت ستون أصغر شخص يتلقى حاصرات الهرمونات في أستراليا، في سن العاشرة، وهو ما شكل سابقةً أدت في النهاية إلى تغيير القانون الذي أجبر الأطفال المتحولين جنسيًا وعائلاتهم على التقدم إلى محكمة الأسرة في أستراليا للوصول إلى المرحلة الأولى من العلاج. ما زالت روبرتسون مستمرةً في الدفاع عن الأطفال المتحولين جنسيًا، وهي واحدة من أكثر المتحولين جنسيًا ظهورًا في أستراليا.

## مسيرتها

### نشاطها
ظهرت ستون في البرنامج الوثائقي فور كورنرز في عام 2014 لتتحدث عن تجربتها في المحكمة وتغيير القانون المتعلق بالمرحلة الأولى من العلاج. سافرت ستون وعدد من عائلات الأطفال المتحولين جنسيًا في فبراير 2016 إلى كانبرا للتحدث مع السياسيين حول تغيير القانون؛ وبالفعل، قوبلت ستون ووالدتها في برنامج المشروع للرد على الجدل الدائر حول تحالف المدارس الآمنة وأهمية البرنامج. في وقت لاحق من ذلك العام، ظهرت ستون وعائلتها في برنامج أستراليان ستوري، ليرووا قصتهم. وأنشأت ستون عريضةً على موقع change.org، في أغسطس 2016، حشدت فيها الدعم لإصلاح القانون، والذي حصل حتى الآن على أكثر من 15000 توقيع. ودعت ستون أيضًا لدعم السماح للأطفال المتحولين جنسيًا باستخدام الحمام الذي يختارونه، وأكدت أهمية تحالف المدارس الآمنة ومركز برايد الموجود في سانت كيلدا.
اختيرت ستون في حفل توزيع جوائز مجتمع غلوب لعام 2017 لتكون حكمًا في الحفل، وظهرت أيضًا في المسلسل التلفزيوني إي بي سي مي، «نصيحة إلى نفسي البالغ من العمر 12 عامًا»، والذي تم بثه في 11 أكتوبر للاحتفال باليوم الدولي للفتاة التابع للأمم المتحدة. ويتكون العرض من 37 مقابلة مع نساء أستراليات بارزات، استغرقت كل منها دقيقتين. عُينت ستون السفيرة الرسمية لخدمة النوع الاجتماعي بمستشفى الأطفال الملكي في ملبورن في أواخر عام 2017.
أصبحت ستون سفيرةً لمهرجان فنون حقوق الإنسان والسينما في عام 2018، يوم ارتداء الأرجواني ودوري الفخر الأسترالي لكرة القدم. كما عُينت سفيرةً لمؤسسة بيناكل. وأُعلن في أواخر عام 2019 أن ستون ستكتب فيلم وثائقي مدته 20 دقيقة عن حياتها وستشارك فيه، بعنوان ذا دريم لايف أو جورجي ستون، من إخراج مايا نيويل.